# Bulbine namaensis
Bulbine namaensis är en grästrädsväxtart som beskrevs av Schinz. Bulbine namaensis ingår i släktet bulbiner, och familjen grästrädsväxter. IUCN kategoriserar arten globalt som livskraftig. Inga underarter finns listade i Catalogue of Life.